# Legami sporchi
Legami sporchi è un film del 2004 diretto da Giorgio Molteni.